# SMS Bayern (1915)
SMS Bayern (Корабль Его Величества «Байерн») — германский линейный корабль времён Первой мировой войны, головной корабль серии супердредноутов типа «Байерн». Первый германский линкор, вооружённый 380-мм орудиями. Затоплен экипажем 21 июня 1919 года в Скапа-Флоу на Оркнейских островах.

## Конструкция

### Бронирование

Схема распределения броневой защиты линкоров типа «Байерн». Боковая проекция.

Принятая для «байернов» система бронирования мало чем отличалась от предыдущих серий германских дредноутов типов «Кайзер» и «Кёниг».
Главный броневой пояс, состоявший из цементированных броневых плит толщиной 350 мм, простирался по длине между носовой и кормовой траверзными переборками, защищая 58 % длины корабля. По высоте пояс располагался от средней палубы до отметки 1,70 м ниже
ватерлинии нормальной нагрузки (где утончался до 170 мм), и имел, таким образом, высоту 3720 мм.
Над главным броневым поясом размещался верхний пояс из 250-мм плит, по длине простиравшийся в пределах главного пояса, а по высоте достигавший верхней палубы.
Над верхним поясом находилась бортовая броня батареи противоминной артиллерии, имевшая толщину 170 мм.
Бортовая броня, продолжавшаяся в нос за первой башней, имела толщину 200 мм (до 131 шпангоута), затем 150 мм (до 137 шп) у верхней кромки, отстоявшей на 330 мм выше уровня средней палубы, и утончалась до 130 мм на отметке 1,67 м ниже ватерлинии. Начиная со 137 шпангоута (примерно за 14 м до носа) и вплоть до форштевня броня переходила в обшивку борта толщиной 30 мм. На 137 шпангоуте корпус линкора перегораживался от борта до борта поперечной броневой переборкой толщиной 140 мм.
В корме ватерлиния линкора защищалась 200-мм (у нижней кромки 150-мм) бронёй, ограниченной сверху уровнем средней палубы, а у ахтерштевня — наклонным внутрь траверзом толщиной 170 мм, защищавшим с кормы румпельное отделение.
Барбеты башен ГК были защищены бронёй от 350 мм (выше палубы полубака для носовых башен и верхней палубы — для кормовых) до 25 мм у основания башен.
Башни ГК были защищены бронёй 350 мм — лобовые плиты, 250 мм — борта и 290 мм — тыльную часть. Наклонная под углом 30° передняя часть крыши имела 200-мм броню, плоская — 100-мм, а расположенные под углом 25° бортовые участки — 120-мм.

### Энергетическая установка
Главная энергетическая установка включала в себя 3 одинаковых независимых комплекта турбин Парсонса, работавших на 3 вала, и 14 водотрубных котлов системы Шульца-Торникрофта.
Каждый турбоагрегат состоял соответственно из турбин высокого и низкого давления (последняя была соединена с турбиной обратного хода), которые были установлены друг за другом и работали на один вал.
Все три комплекта турбин были разделены продольными переборками, при этом турбины высокого и низкого давления (обратного хода) в каждом случае разделялись ещё и поперечной переборкой, так что вся турбинная установка фактически делилась на шесть отсеков (турбины высокого давления размещались в носовых). В кормовых отсеках рядом с турбиной низкого давления располагался главный холодильник каждого агрегата вместе с главным циркуляционным и воздушным насосами.

### Обитаемость
Согласно штатному расписанию в мирное время экипаж корабля составлял 1158 человек:
- 32 офицера,
- 4 фенриха,
- 33 палубных офицера (нем. Deckoffizier — соответствовал кондуктору Российского флота);
- 1083 унтер-офицера и матроса,
- 3 кока и буфетчика.

К ним в качестве пятипроцентного резерва присоединялись унтер-офицеры и нижние чины общим числом 54 человека.
В военное время вместо резерва к экипажу присоединялись 118 человек мобилизационного дополнения (нем. Mobilmachungzuschlag), таким образом, в военное время экипаж состоял из 1276 человек.
«Байерн» стал первым германским дредноутом, в котором артиллерия главного калибра была разнесена в оконечности, что позволило сформировать в средней части корпуса обширную надстройку, чем было достигнуто значительное улучшение обитаемости экипажа по сравнению с предыдущими дредноутами. Каюты офицеров стали просторнее, а также, в связи с расположением их одной палубой выше, чем прежде — суше и светлее. Сократился путь из жилых помещений на боевые посты в носовой надстройке — немаловажный фактор в момент боевой тревоги.

## Вооружение

### Артиллерия главного калибра
Главный калибр линкора состоял из восьми 380-мм морских орудий (нем. 38-cm SK L/45), размещённых в четырёх двухорудийных башнях Drh LC/1913. Боекомплект 60 бронебойных и 30 фугасных снарядов на ствол (720 на корабль).

### Дополнительная артиллерия
Шестнадцать казематных 150-мм/45 орудий «образца 1906 года» (нем. 15 cm L/45 Sk) раздельно-гильзового заряжания, располагавшихся в отдельных казематах на верхней палубе побортно. Боезапас на орудие — 160 выстрелов (2560 на корабль). Каждое орудие имело собственный погреб боезапаса, оснащённый системами охлаждения и затопления по типу погребов главного калибра.

### Зенитное вооружение
Проектом предусматривалось наличие восьми 88-мм зенитных орудий «образца 1913 года», однако на деле «Байерн» так и не получил их все: при вступлении в строй на нём было только два зенитных орудия, и лишь в конце 1917 года к ним были добавлены ещё два. Четыре орудия сформировали кормовую группу в районе второй дымовой трубы.

### Торпедное вооружение
Пять подводных 600-мм торпедных аппаратов типа H-8: носовой и четыре бортовых, установленных с углом снижения 2° и повёрнутых на 20° в нос от траверза. Боезапас составлял 4 торпеды на аппарат (20 — на весь корабль).
600-мм торпеды типа H-8, разработанные в 1912 году и впервые применённые на линейном крейсере «Лютцов», были самыми мощными торпедами периода Первой мировой войны. Дальность выстрела торпедой составляла 13 000 м при скорости хода 28 узлов.
Бортовые аппараты были оснащены специальными направляющими для выпуска торпеды, осуществлявшегося посредством сжатого воздуха, для чего в каждом из торпедных отсеков имелись по два компрессора с электродвигателями двойного действия мощностью 80 л. с.
Крышка носового торпедного аппарата, размещавшегося в нижней части форштевня, увеличивала сопротивление движению корабля примерно на 2 %.

## Служба
15 июля 1916 года корабль был зачислен в состав Флота Открытого моря, став пятой единицей III эскадры линкоров («Кёниг», «Кронпринц», «Маркграф», «Гроссер Курфюрст», флаг контр-адмирала Пауля Бенке).
С 7 по 16 августа 1916 года являлся флагманским кораблём флота.

### Операция «Альбион»
С 11 октября 1917 года «Байерн» участвовал в операции «Альбион», целью которой был захват Моонзундских островов. На островах располагались батареи русской береговой артиллерии, прикрывавшие подходы к Рижскому и Финскому заливам («Моонзундская позиция»); воды возле островов изобиловали минными полями.
По плану операции «Байерн» должен был подавить русскую батарею № 34 (4 × 120-мм орудия), прикрывавшую пролив Соэлозунд. 12 октября в 5:30 утра линкор, выдвигавшийся на огневую позицию, был сотрясён сильным взрывом. Сигнальщики, не выдержав нервного напряжения, тут же доложили о перископе подводной лодки. Противоминная артиллерия линкора открыла шквальный огонь по неведомому противнику. Однако на деле «Байерн» был поражён не подводной лодкой: линкор наскочил на русское минное поле, выставленное 12 августа 1917 года с минзага «Припять» и тральщиков «Груз» и «№ 15». Через несколько часов на кромке этого минного заграждения подорвался «Гроссер Курфюрст», а спустя две недели (29 октября) — «Маркграф».
Русская якорная гальваноударная мина образца 1908 года поразила линкор в районе носового отделения бортовых торпедных аппаратов, находившегося вне основного контура подводной защиты — в наиболее неудачном для корабля месте. Взрыв мины спровоцировал взрыв двенадцати баллонов со сжатым воздухом, находившимся под давлением 30 атмосфер. В результате был затоплен не только отсек бортовых торпедных аппаратов, но и отсек носового торпедного аппарата. Корабль принял более 1000 тонн забортной воды и начал быстро погружаться носом в воду. Эффективная система спрямления дифферента позволила быстро принять воду в кормовые отсеки и винты корабля остались под водой. Поперечная переборка, отделявшая переднее отделение ТА от погреба боезапаса орудий ГК, выдержала напор воды, позволив локализовать затопление корпуса. Тем не менее, вода всё же медленно поступала внутрь через ослабленные взрывом листы обшивки, и нос корабля осел в воду по самые клюзы.
В то время как аварийные партии продолжали вести борьбу за живучесть и затопление ещё не казалось значительным, на линкоре было принято решение продолжить выполнение боевой задачи. В 6 часов утра германские миноносцы подошли на дистанцию 20 кабельтовых к мысу Тоффри, после чего по ним открыла огонь русская батарея № 34, накрыв миноносец А-28. "Bayern" и помогавший ему лёгкий крейсер «Эмден» открыли огонь по батарее, принудив её замолчать. Однако через 15 минут батарея вновь открыла огонь по миноносцам и вспомогательным судам, промерявшим проход к фарватеру Соэлозунда, вынудив линкор и крейсер на ответный обстрел. Сосредоточенный огонь тяжёлых орудий заставил батарею замолчать.
После выполнения боевой задачи линкор самым малым ходом был отведён в бухту Тагалахт (58°28'51" N, 22°3'40"E), спешно оборудовавшуюся тыловыми службами в качестве обустроенной якорной стоянки морского отряда вторжения. Здесь команда сумела завести на пробоину пластырь и установила надёжные подкрепления переборок, способные выдержать напор принятой воды.

### Командиры корабля
- Март 1916—декабрь 1916 — капитан-цур-зее Макс Ган;
- Декабрь 1916—август 1918 — капитан-цур-зее Генрих Рохард;
- Август 1918—декабрь 1918 — капитан-цур-зее Гуго Доминик;
- Капитан-лейтенант Альбрехт Мейсснер — начальник команды при интернировании.